# Tomelloso

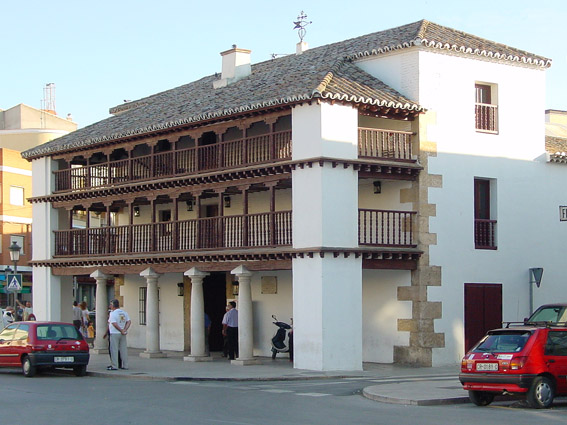
Posada de Portales

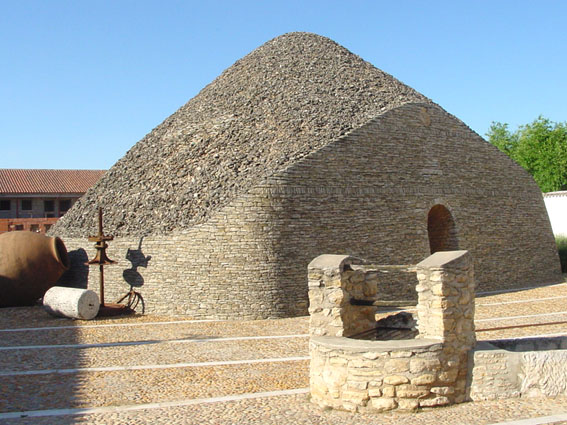
Museo del Carro

Tomelloso ist eine Stadt und eine Gemeinde (municipio) mit 36.523 Einwohnern (Stand: 2024) in der Comarca La Mancha in der spanischen Provinz Ciudad Real der Autonomen Gemeinschaft Kastilien-La Mancha. Die Gemeinde ist ländlich geprägt und vor allem durch die Romane von Francisco García Pavón bekannt, welcher dort aufwuchs und seinen Heimatort als Schauplatz einiger seiner Romane um den Polizeichef „Plinio“ auswählte.

## Lage und Klima
Die Stadt Tomelloso befindet sich in der nahezu flusslosen und insgesamt eher trockenen Hochebene der Mancha ca. 130 km (Fahrtstrecke) südöstlich von Toledo bzw. gut 180 km südöstlich von Madrid in einer Höhe von ca. 662 m; die Stadt Albacete liegt knapp 110 km östlich. Das Klima ist meist trocken und warm; der spärliche Regen (ca. 380 mm/Jahr) fällt überwiegend im Winterhalbjahr.

## Wirtschaft
Bis zum Beginn des 19. Jahrhunderts basierte die lokale Wirtschaft auf der traditionellen mediterranen Selbstversorgungs-Landwirtschaft – angebaut wurden Getreide, Oliven und Weintrauben; hinzu kamen Käse und Wolle aus der Viehzucht. Danach begann eine mit der Primärwirtschaft verbundene Industrialisierung, die insbesondere mit der Herstellung von Mehl und Wein auch die wachsenden Städte versorgte. Mit dem Bau der Eisenbahn konnten auch überregionale Märkte erschlossen werden. Der Anbau von Weinreben sowie von Oliven-, Mandel- und Pistazienbäumen spielt heutzutage eine dominante Rolle.

## Bevölkerungsentwicklung
| Jahr      | 1857  | 1900   | 1950   | 2000   | 2021   |
| Einwohner | 7.604 | 13.929 | 30.072 | 29.283 | 35.984 |

Infolge der Mechanisierung der Landwirtschaft, der Aufgabe bäuerlicher Kleinbetriebe („Höfesterben“) und der dadurch ausgelösten Landflucht ist die Einwohnerzahl der Stadt im 20. Jahrhundert deutlich gewachsen.

## Geschichte
Prähistorische und antike Funde wurden bislang nicht gemacht und auch die Westgoten und die Mauren hinterließen keine Spuren. Eine Siedlung entstand wohl erst im frühen 16. Jahrhundert in der Nähe eines von Schäfern und ihren Herden genutzten Brunnens (pozo); der Ort blieb noch etwa 200 Jahre vom Nachbarort Socuéllamos abhängig.

## Sehenswertes
- Die Iglesia de la Asunción de Nuestra Señora entstand im 16. Jahrhundert als einschiffige Kirche, doch im 17. Jahrhundert wurden zwei Seitenschiffe angebaut.
- Die dreigeschossige Posada de los Portales entstand im 18. Jahrhundert als Herberge für Reisende. Der vordere Teil des Erdgeschosses besteht aus einem zum Platz hin offenen Laubengang; Loggienbalkone zieren die beiden Obergeschosse.
- Das Museo de Antonio López Torres widmet sich einem über die Region hinaus kaum bekannten Maler von Landschaften, Genreszenen, Stillleben etc.[5]

Umgebung
- Das ca. 2 km nördlich gelegene Museo del Carro ist ethnografisch ausgerichtet und zeigt einen im Jahr 1970 eingeweihten traditionellen Trockensteinbau (bombo) sowie eine Sammlung historischer Karren und Wagen etc.

## Söhne der Stadt
- Juan Manuel de la Puente Kapellmeister, Komponist und Priester (1692–1753)
- Antonio López Torres, Maler (1902–1987)
- Antonio López García, Maler und Bildhauer (* 1936)
- Inmaculada Lara Cepeda, Künstlerin (* 1978)